# Povratak veterana
Povratak veterana ili Povratak ratnika (eng. Coming Home) je američka antiratna drama iz 1978. koju je režirao Hal Ashby. Radnja se odvija oko hendikepiranog vijetnamskog veterana (Jon Voight) koji se zaljubio u udatu patriotkinju Sally (Jane Fonda). I Voight i Fonda su za svoje uloge osvojili nagrade Zlatni globus i Oscar.

## Filmska ekipa
Režija: Hal Ashby
Glume: Jane Fonda (Sally Hyde), Jon Voight (Luke Martin), Bruce Dern (Bob Hyde), Penelope Milford (Viola), Robert Carradine (Bill Munson) i drugi.

## Radnja
SAD za vrijeme Vijetnamskog rata. Sally je udata za autorativnog, patrijarhalnog Boba koji joj više-manje određuje sve u životu, pa čak i njeno mišljenje. Jednog dana Bob se prijavi i odlazi boriti u ratu u Vijetnamu a Sally ostaje sama i mora po prvi put naučiti raditi nešto samostalno. Sprijatelji se s Violom, čiji je suprug također otišao u Vijetnam, te se prijavi kao njegovateljica ratnih veterana u obližnoj bolnici. Tamo upoznaje i Lukea Martina, bivšeg vojnika koji je sada prikovan za kolica i koji se sada snažno protivi ratu. On ju upoznaje sa sudbinama drugih veterana invalida. Ubrzo se Sally zaljubi u njega i počinje samostalno i neovisno razmišljati. Mladi par provede nekoliko lijepih dana, no onda se Bob vrati natrag i otkrije njihovu aferu. Sally mu daje do znanja da ga više ne voli, a njega to potrese. Dok Luke održava antiratni govor u jednoj dvorani, Bob dolazi do plaže, skida se gol i zapliva u oceanu.

## Nagrade
- 2 osvojena Zlatna globusa ( najbolji glavni glumac Jon Voight, glavna glumica Jane Fonda ) i 4 nominacije ( najbolji film, režija, scenarij, sporedni glumac Bruce Dern ).
- 3 osvojena Oscara ( najbolji glavni glumac Jon Voight, glavna glumica Jane Fonda, scenarij ) i 5 nominacija ( najbolji film, režija, sporedni glumac Bruce Dern, sporedna glumica Penelope Milford, montaža ).
- Nominacija za Zlatnu palmu u Cannesu ( osvojena nagrada za najboljeg glumca Jona Voighta ).

## Zanimljivosti
- U ljubavnoj sceni s Jon Voightom, Jane Fonda je imala dublericu.
- Uloga Lukea Martina ponuđena je raznim glumcima koji su je odbili; među njima su bili i Sylvester Stallone, Jack Nicholson i Al Pacino.
- Jane Fonda je htjela da film režira John Schlesinger, ali je ovaj odbio jer je htio da Vijetnamsku tematiku obradi neki američki redatelj.
- Redatelj Hal Ashby je imao malu cameo ulogu u skoro svakom filmu kojeg je režirao. Ovdje se pojavio kao putnik u sportskom autu koji prođe onaj auto kojeg vozi Fonda te napravi znak mira.
- Uloga Lukea Martina oblikovana je po stvarnom paraliziranom veteranu Ronu Kovicu, koji je kasnije svoju priču dao ekranizirati u filmu "Rođen 4. srpnja".
- Meryl Streep nije prihvatila ulogu sporedne junakinje Vi.
- Uvodna scena u kojoj ratni veterani raspravljaju o ratu nije bila u scenariju. To su bili pravi veterani koji su govorili svoje vlastite stavove o ratu.
- Jon Voight je osvojio Oscara i Zlatni globus za svoju ulogu i tako pobijedio Roberta De Nira koji je također igrao sličnu ulogu u filmu "Lovac na jelene".

## Liberalni predznak
"Povratak veterana" je zajednički plod liberalnih umjetnika Hala Ashbya, Jane Fonde i scenarista Jonesa i Salta koji su se žestoko protivili ratu u Vijetnamu. Radi se o zanimljivom antiratnom filmu u kojem se nije pokazala nijedna scena rata na bojišnici čime se užas samo naslučuje i doima jezivije. Neobične uloge ostvarili su Jon Voight, koji je glumio veterana prikovanog za kolica, i Jane Fonda, koja nije nastupila u ljubavnoj sekvenci između likova Lukea i Sally nego je imala zamjenicu. Neki su prigovarali filmu da odveć partizanski propagira svoje liberalne stavove i da su mu antiratne poruke banalne, dok su drugi hvalili simboličnu priču koja govori o otkrivanju samostalnosti, slobode i vlastitog razmišljanja, neovisnog o nekim ustaljenim normama i pravilima koja su nametnuta od društva ( vlada SAD-a koja novači za rat ) i pojedinaca ( lik Boba koji kontrolira Sallyin život ).

## Kritike
Kritičari su većinom hvalili film "Povratak veterana" zbog svoje autentičnosti, no bilo je i onih kojima se učinio kao jeftina propaganda protiv rata. Roger Ebert je primjerice filmu dao 4/4 zvijezde; "Sally Hyde na početku "Povratka veterana" Hala Ashbyja, iznimno dirljivog filma, je potpuno drugačija osoba od Sally Hyde na kraju filma godinu dana kasnije, zbunjena u svojim lojalnostima, nesigurna u svoja vjerovanja, s novim probuđenim emocijama u sebi...Završne scene pokazuju film u nesigurnom stanju, kao da Ashby i njegovi scenaristi nisu bili sigurni kako bi Dernov lik trebao reagirati. I tako je Dern prisilno uguran u scene nefokusirane, konfuzne mržnje prije nego pomalo nezadovoljavajučeg kraja. Šteta što zadnjih 20-ak minuta ne funkcionira, ali većina radnje "Povratka veterana" je odličan komad filmotvorstva i odlične glume...Razmišljajući o filmu shvatimo da su žene i muškarci bili polarizirani u toliko puno filmova, su bili stavljeni u razne varijante seksualnih antagonista ili ljubavnika ili suparnika ili drugih parova, tako da iskreno ljudsko prijateljstvo ovih dvaju likova dolazi kao neka vrsta spoznaje". Jeremy Heilman je utvrdio; "Izuzmemo li političke stavove, ima malo toga zbog čega bi se moglo prigovarati u ovom filmu" a Frederic Brussat; "Uvjerljiva meditacija o ožiljcima Vijetnamskog rata ostavljenim na tijelima, umovima i dušama mnogih vojnika i civila".

## Vanjske poveznice
- Povratak veterana u internetskoj bazi filmova IMDb-a
- Recenzije na Rotten-tomatoes.com
- BBC - članak o filmu